# Liste der Schrotholzkirchen in Niederschlesien

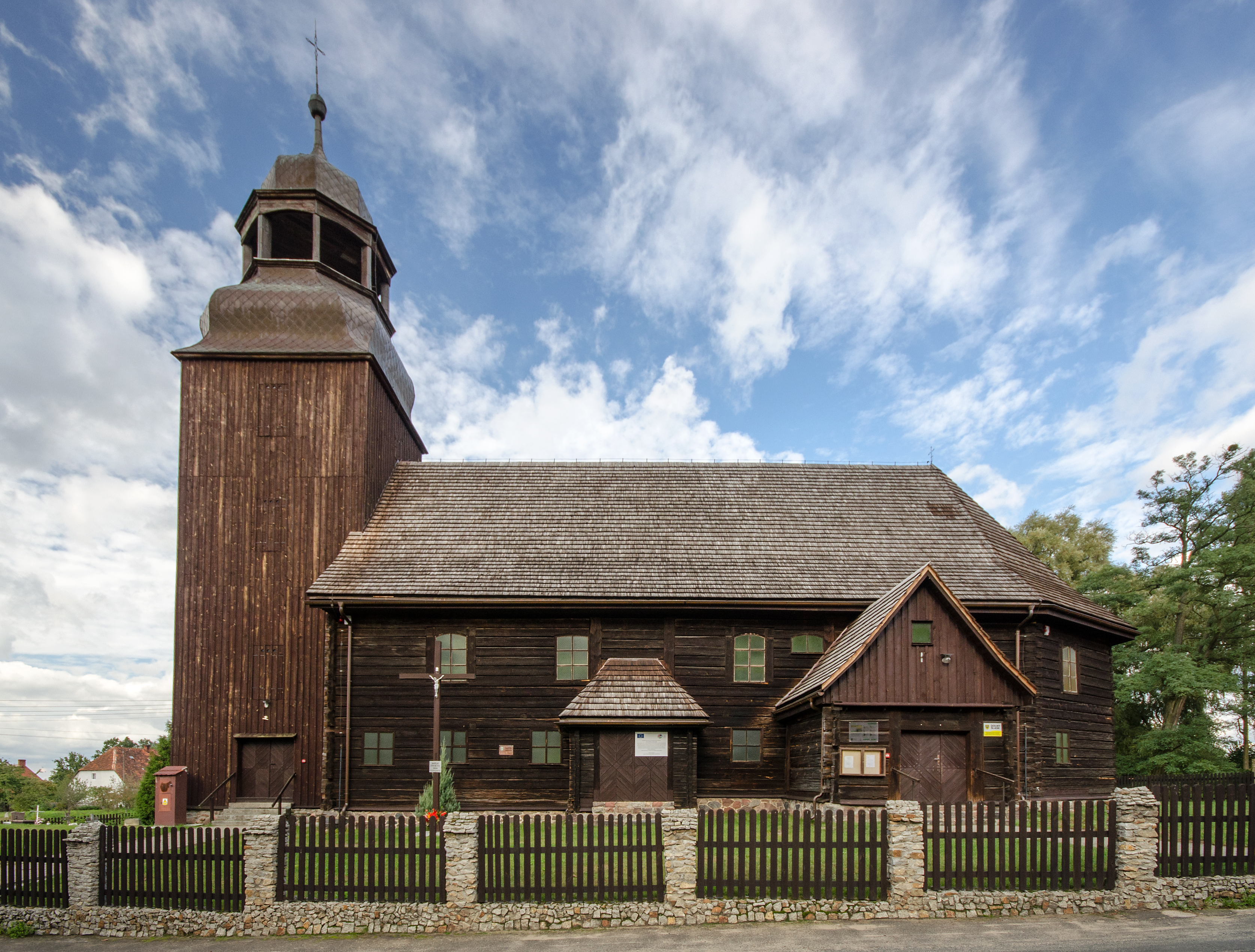
Schrotholzkirche St. Josef in Złotów (Schlottau) von 1754

Diese Liste führt die Schrotholzkirchen in Niederschlesien auf.

## Woiwodschaft Niederschlesien

### Breslau
| Lage                                    | Objekt                                  | Beschreibung | NID-Nr.                 | Bild           |
| --------------------------------------- | --------------------------------------- | --- | ----------------------- | -------------- |
| 51-621 Wrocław, aleja Dąbska (Standort) | Holzkirche im Szczytnicki-Park, Breslau | im 15. Jh. in Alt Cosel (polnisch Stare Koźle) erbaut (1499 eingeweiht), vermutlich im 19. Jh. abgebaut und in Kędzierzyn-Koźle neu errichtet, da vom Verfall bedroht Anfang 20. Jh. abgebaut und bis 1913 vom Architekten Theodor Effenberger (* 1882 in Breslau; † 1968 in Berlin) im Park als Modell einer ländlichen Kirche mit Friedhof wiederaufgebaut. () | A/5345/134 (ID: 598585) | weitere Bilder |

### Powiat Bolesławiecki(Kreis Bunzlau)
| Lage                                                            | Objekt                                          | Beschreibung                                                                   | NID-Nr.               | Bild           |
| --------------------------------------------------------------- | ----------------------------------------------- | ------------------------------------------------------------------------------ | --------------------- | -------------- |
| 59-706 Wierzbowa (Rückenwaldau), neben Wierzbowa 129 (Standort) | Kirche der Unbefleckten Empfängnis in Wierzbowa | um 1756 errichtet Steinkirche mit Fachwerkelementen und Schrotholzelementen () | A/612/59 (ID: 590379) | weitere Bilder |

### Powiat Brzeski(Kreis Brieg)
| Lage                                                           | Objekt                      | Beschreibung                                          | NID-Nr.               | Bild           |
| -------------------------------------------------------------- | --------------------------- | ----------------------------------------------------- | --------------------- | -------------- |
| 49-332 Krzyżowice (Kreisewitz), neben Krzyżowice 42 (Standort) | Marienkirche in Krzyżowice  | im 15. Jh. errichtet, teils aus Fachwerk und Stein () | A/771/64 (ID: 610121) | weitere Bilder |
| 49-332 Droga, OT Obórki (Schönfeld), Wojewódzka 401 (Standort) | Peter-Paul-Kirche in Obórki | im 16. Jh. errichtet, teils aus Fachwerk und Stein () | A/679/63 (ID: 610130) | weitere Bilder |

### Powiat Górowski(Kreis Guhrau)
| Lage                                           | Objekt                                                              | Beschreibung | NID-Nr.                | Bild           |
| ---------------------------------------------- | ------------------------------------------------------------------- | --- | ---------------------- | -------------- |
| 56-210 Sułów Wielki, Sułów Wielki 8 (Standort) | Kirchturm der Kirche St. Peter und Paul in Sułów Wielki (Groß Saul) | Fachwerkkirche, heute römisch-katholisch; als ursprünglich evangelische Kirche zwischen 1656 und 1673 erbaut; Wetterfahne mit 1615 bezeichnet, wahrscheinlich vom Vorgängerbau; Kirchturm aus Schrotholz () | A/854/898 (ID: 591143) | weitere Bilder |

### Powiat Jeleniogórski(Kreis Hirschberg)
| Lage                                        | Objekt                              | Beschreibung | NID-Nr.                 | Bild           |
| ------------------------------------------- | ----------------------------------- | --- | ----------------------- | -------------- |
| 58-512 Kromnów, neben Kromnów 36 (Standort) | Georgskirche in Kromnów (Krommenau) | im 16. Jh. errichtet () | A/756/1409 (ID: 592157) | weitere Bilder |
| 58-540 Karpacz, Na Śnieżkę 8 (Standort)     | Stabkirche Wang in Karpacz          | 1841 errichtet (Stabholzkirche, keine eigentliche Schrotholzkirche); mittelalterliche hölzerne Stabkirche (12. Jh.) aus dem norwegischen Ort Wang (Vang) wurde in den 1840er Jahren vom preußischen König Friedrich Wilhelm IV. erworben und im damaligen Brückenberg (heute Karpacz Górny), mittlerweile Ortsteil von Karpacz im Riesengebirge wieder aufgebaut; sie besteht aus norwegischen Kiefernholz und ist reich an Schnitzereien, mit hölzernen Laufgang um das Kirchenschiff. () | A/495/58 (ID: 591919)   | weitere Bilder |

### Powiat Kępiński(Kreis Kempen)
| Lage                                                                    | Objekt                                   | Beschreibung | NID-Nr.      | Bild           |
| ----------------------------------------------------------------------- | ---------------------------------------- | --- | ------------ | -------------- |
| 63-640 Bralin, Pólkowska (Standort)                                     | Feldkirche bei Bralin                    | römisch-katholische Holzkirche, gewidmet der Geburt der Jungfrau Maria, auf offenen Feld etwa 1,5 km südöstlich Bralin; 1711 errichtet () | (ID: 651394) | weitere Bilder |
| 63-642 Słupia pod Bralinem (Schlaupe), Słupia pod Bralinem 5 (Standort) | Andreaskirche in Słupia pod Bralinem     | 1651 errichtet () | (ID: 651444) | weitere Bilder |
| 63-642 Słupia pod Bralinem (Schlaupe), Słupia pod Bralinem 5 (Standort) | Glockenturm in Słupia pod Bralinem       | freistehender Glockenturm aus Schrotholz südlich an der Andreaskirche in Słupia pod Bralinem                                              |              | weitere Bilder |
| 63-642 Koza Wielka (Groß Kosel), Koza Wielka 24 (Standort)              | Philipp- und Jakobskirche in Koza Wielka | in der Wende vom 17./18. Jh. errichtet und in den Jahren 1883 - 1884, 1927, 1963, 1996 und 2003 restauriert ()                            | (ID: 651443) | weitere Bilder |
| 46-142 Proszów (Proschau), Proszowska 33 (Standort)                     | Rochuskirche in Proszów                  | die St.-Rochus-Kirche wurde bereits 1251 gegründet; heutige Kirche um 1711 erbaut; 1920 und 1981 renoviert. ()                            | (ID: 651456) | weitere Bilder |

- Ehemals: Rychtal (Reichthal)

### Powiat Kłodzki(Kreis Glatz)
| Lage                                                                | Objekt                         | Beschreibung            | NID-Nr.                 | Bild           |
| ------------------------------------------------------------------- | ------------------------------ | ----------------------- | ----------------------- | -------------- |
| 57-530 Kamieńczyk (Steinbach) (Standort)                            | Nikolaikirche in Kamieńczyk    | 1710 errichtet ()       | A/1670/471 (ID: 592921) | weitere Bilder |
| 57-514 Międzygórze (Wölfelsgrund), Wojska Polskiego 3 (Standort)    | Josefskirche in Międzygórze    | 1740- 1742 errichtet () | A/222/698 (ID: 592463)  | weitere Bilder |
| 57-516 Nowa Bystrzyca (Neuweistritz), Nowa Bystrzyca 26A (Standort) | Marienkirche in Nowa Bystrzyca | 1726 errichtet ()       | A/227/1988 (ID: 592470) | weitere Bilder |
| 57-516 Bystrzyca Kłodzka, OT Zalesie (Spätenwalde) (Standort)       | Annenkirche in Zalesie         | 1718 errichtet ()       | A/436/1983 (ID: 592518) | weitere Bilder |

### Powiat Lubiński(Kreis Lüben)
| Lage                                             | Objekt                              | Beschreibung                                                              | NID-Nr.                 | Bild           |
| ------------------------------------------------ | ----------------------------------- | ------------------------------------------------------------------------- | ----------------------- | -------------- |
| 59-300 Lubin (Lüben), Stary Lubin 14A (Standort) | Kirchturm der Marienkirche in Lubin | Schrotholz-Kirchturm, der um 1683 errichteten Fachwerk-Kirche in Lubin () | A/2209/615 (ID: 595712) | weitere Bilder |

### Powiat Milicki(Kreis Militsch)
| Lage                                                  | Objekt                      | Beschreibung                                                                                         | NID-Nr.                  | Bild           |
| ----------------------------------------------------- | --------------------------- | --- | ------------------------ | -------------- |
| 56-330 Cieszków (Strebitzko), Trzebicko 25 (Standort) | Matthiaskirche in Trzebicko | 1672 errichtet ()                                                                                    | A/1324/498 (ID: 596210)  | weitere Bilder |
| 56-300 Sułów (Sulau), Kościelna 13, (Standort)        | Peter-Paul-Kirche in Sułów  | Fachwerkkirche mit Kirchturm aus Schrotholz, weiterhin: zwei freistehende Schrotholz-Glockentürme () | A/1327/1547 (ID: 596210) | weitere Bilder |

### Powiat Namysłowski(Kreis Namslau)
| Lage                                                                      | Objekt                                      | Beschreibung                        | NID-Nr.                | Bild           |
| ------------------------------------------------------------------------- | ------------------------------------------- | ----------------------------------- | ---------------------- | -------------- |
| 46-142 Baldwinowice (Belmsdorf), Baldwinowice 3 (Standort)                | Dreifaltigkeitskirche in Baldwinowice       | 1592 errichtet ()                   | A/136/54 (ID: 611008)  | weitere Bilder |
| 46-112 Biestrzykowice (Eckersdorf), Główna 4 (Standort)                   | Mariä-Himmelfahrts-Kirche in Biestrzykowice | 1639 errichtet, teils aus Stein ()  | A/1101/66 (ID: 611147) | weitere Bilder |
| 46-142 Michalice (Michelsdorf), Michalice 16A (Standort)                  | Michaelkirche in Michalice                  | 1614 errichtet ()                   | A/137/54 (ID: 611044)  | weitere Bilder |
| 46-100 Smarchowice Śląskie (Windisch-Marchwitz), Zabytkowa 13a (Standort) | Heilig-Kreuz-Kirche in Smarchowice Śląskie  | zwischen 1603 und 1611 errichtet () | A/135/54 (ID: 611106)  | weitere Bilder |
| 46-142 Woskowice Małe (Lorzendorf), Kościelna (Standort)                  | Laurentiuskirche in Woskowice Małe          | 1711 errichtet ()                   | (ID: 611109)           | weitere Bilder |

- Ehemals: Bąkowice (Bankwitz), Gręboszów (Grambschütz) (Steht heute im Freilichtmuseum in Oppeln), Kamienna (Giesdorf) (1804–1805 abgetragen), Kowalowice (Kaulwitz), Krzyków (Krickau), Miejsce (Städtel), Smogorzów (Schmograu), Włochy (Wallendorf)

### Powiat Oławski(Kreis Ohlau)
| Lage                                      | Objekt                                   | Beschreibung                                                                        | NID-Nr.                | Bild           |
| ----------------------------------------- | ---------------------------------------- | ----------------------------------------------------------------------------------- | ---------------------- | -------------- |
| 55-200 Marszowice (Marschwitz) (Standort) | Kirchturm der Marienkirche in Marszowice | Schrotholz-Kirchturm der Marienkirche (im 18. Jh. tw. als Fachwerkbau errichtet) () | A/1595/66 (ID: 596529) | weitere Bilder |

### Powiat Oleśnicki(Kreis Oels)
| Lage                                                             | Objekt                          | Beschreibung                                       | NID-Nr.                  | Bild           |
| ---------------------------------------------------------------- | ------------------------------- | -------------------------------------------------- | ------------------------ | -------------- |
| 56-416 Chełstów (Groß Schönwald), Chełstówek 44 (Standort)       | Ägidiuskirche in Chełstów       | im 17. Jh. errichtet, verschalte Fachwerkkirche () | A/1369/1178 (ID: 596463) | weitere Bilder |
| 56-416 Chełstów (Distelwitz), Chełstówek 44 (Standort)           | Trinitatiskirche in Dziesławice | zwischen 1667 und 1670 errichtet ()                | A/1340/475 (ID: 596346)  | weitere Bilder |
| 56-500 Szczodrów (Schollendorf) (Standort)                       | Andreaskirche in Szczodrów      | 1585 errichtet ()                                  | A/3024/1181 (ID: 596449) | weitere Bilder |
| 56-500 Komorów, OT Święty Marek (Markusdorf) (Standort)          | Markuskirche in Święty Marek    | um 1660 errichtet ()                               | A/3023/1182 (ID: 596452) | weitere Bilder |
| 56-416 Grabowno Małe (Klein Graben), Grabowno Małe 22 (Standort) | Kreuzkirche in Grabowno Małe    | im 18. Jh. errichtet ()                            | A/1371/480 (ID: 596473)  | weitere Bilder |

### Powiat Ostrzeszowski(Kreis Schildberg)
| Lage                                  | Objekt                    | Beschreibung                                                 | NID-Nr.               | Bild           |
| ------------------------------------- | ------------------------- | ------------------------------------------------------------ | --------------------- | -------------- |
| 63-507 Marcinki (Märzdorf) (Standort) | Martinskirche in Marcinki | zwischen 1801 und 1803 errichtet, 1930 und 1975 renoviert () | A/610/90 (ID: 653887) | weitere Bilder |

### Powiat Polkowicki(Kreis Polkwitz)
| Lage                                                         | Objekt                                   | Beschreibung                                                                                           | NID-Nr.                  | Bild           |
| ------------------------------------------------------------ | ---------------------------------------- | --- | ------------------------ | -------------- |
| 59-140 Pogorzeliska (Kriegheide), Pogorzeliska 21 (Standort) | Hyazinthkirche in Pogorzeliska           | 1656 als Fachwerkkirche errichtet, mit Schrotholzturm ()                                               | A/2308/949 (ID: 596620)  | weitere Bilder |
| 59-101 Żelazny Most (Eisemost) (Standort)                    | Barbarakirche in Żelazny Most            | Steinerne Kirche mit Schrotholzelementen, um 1664 an der Stelle des Vorgängerbau von 1376 errichtet () | A/2557/854 (ID: 596753)  | weitere Bilder |
| 59-140 Trzmielów (Hummel) (Standort)                         | Glockenturm der Grenzkirche in Trzmielów | freistehender Glockenturm neben der um 1659 errichteten Fachwerkkirche ()                              | A/168/L/951 (ID: 596625) | weitere Bilder |

### Powiat Świdnicki(Kreis Schweidnitz)
| Lage                                                    | Objekt                | Beschreibung | NID-Nr.                 | Bild           |
| ------------------------------------------------------- | --------------------- | --- | ----------------------- | -------------- |
| 58-100 Świdnica (Schweidnitz), plac Pokoju 7 (Standort) | Kirchturm in Świdnica | Glockenturm aus Fachwerk (bez. mit 1708) mit Schrotholzelementen im oberen Teil, steht etwa 70 m südlich der 1656/1657 erbauten Friedenskirche von Świdnica (ID: 597647), welche als größte Fachwerkkirche Europas gilt, das Ensemble steht zusammen mit der Friedenskirche Jawor seit dem Jahr 2001 unter dem Titel "Friedenskirchen in Jawor und Świdnica" auf der Welterbe-Liste der UNESCO. () | A/1677/131 (ID: 597648) | weitere Bilder |

### Powiat Trzebnicki(Kreis Trebnitz)
| Lage                                                            | Objekt                                            | Beschreibung | NID-Nr.                  | Bild           |
| --------------------------------------------------------------- | ------------------------------------------------- | --- | ------------------------ | -------------- |
| 55-100 Kuźniczysko (Polnisch Hammer), Kuźniczysko 60 (Standort) | Kirche der Unbefleckten Empfängnis in Kuźniczysko | als evangelische Kirche um 1652 am Standort der vormaligen Kirche aus dem 15. Jh. errichtet; 1927 mit Anbau am Kirchenschiff erweitert und 1966 und 2005-2007 umfassend renoviert. () | A/478/59 (ID: 597907)    | weitere Bilder |
| 55-114 Strzeszów (Striese), Mienicka (Standort)                 | Glockenturm in Strzeszów                          | im 19. Jh. errichteter freistehender Schrotholz-Glockenturm südlich der Heilig-Kreuz-Kirche ()                                                                                        | A/3867/1040 (ID: 597949) | weitere Bilder |
| 55-106 Złotów (Schlottau) (Standort)                            | Josefskirche in Złotów                            | 1754 errichtet () | A/3639/1041 (ID: 597983) | weitere Bilder |
| 55-110 Pawłów Trzebnicki (Pawellau) (Standort)                  | Glockenturm in Pawłów Trzebnicki                  | freistehender Schrotholz-Glockenturm südwestlich neben der St.Peter-Paul-Kirche () | A/479/59 (ID: 597879)    | weitere Bilder |
| 55-100 Koniowo (Groß Cainowe), Koniowo 42 (Standort)            | Glockenturm in Koniowo                            | freistehender Schrotholz-Glockenturm neben der Kirche in Koniowo () | A/684/93 (ID: 597905)    | weitere Bilder |

### Powiat Wałbrzyski(Kreis Waldenburg)
| Lage                                                           | Objekt                            | Beschreibung | NID-Nr.                              | Bild           |
| -------------------------------------------------------------- | --------------------------------- | --- | ------------------------------------ | -------------- |
| 58-340 Grzmiąca (Donnerau), Wiejska 35A (Standort)             | Marienkirche in Grzmiąca          | um 1588 errichtet () | A/278/1210 (ID: 598253)              | weitere Bilder |
| 58-352 Rybnica Leśna (Reimswaldau), Rybnica Leśna 1 (Standort) | St.Hedwigskirche in Rybnica Leśna | 1557 errichtet, Umbau Anfang 17. Jh.; verschalte Fachwerkkirche, südlich neben der Kirche ein freistehender Glockenturm mit gemauerten Sockel und Schrotholz-Oberteil von 1865 () | A/1671/487 (A/1503/1-2) (ID: 598300) | weitere Bilder |
| 58-340 Sierpnica (Rudolfswaldau), Świerkowa 40 (Standort)      | Maria-Schnee-Kirche in Sierpnica  | 1564 errichtet, steinerner Turm im 18. Jh. () | A/1747/1215 (ID: 598258)             | weitere Bilder |

### Powiat Zielonogórski(Kreis Grünberg)
| Lage                                              | Objekt                              | Beschreibung                                                               | NID-Nr.                | Bild           |
| ------------------------------------------------- | ----------------------------------- | -------------------------------------------------------------------------- | ---------------------- | -------------- |
| 66-130 Bojadła (Boyadel), Kościelna 36 (Standort) | Kirchturm aus Schrotholz in Bojadła | Schrotholz-Kirchturm der um 1757 aus Fachwerk erbauten Theresien-Kirche () | A/1931/71 (ID: 595039) | weitere Bilder |